# Garde-côtes suédois
Les garde-côtes suédois (suédois: Kustbevakningen) font partie d'une agence gouvernementale civile suédoise chargée de:
- la surveillance maritime et autres tâches de contrôle et d’inspection, ainsi que du nettoyage de l’environnement après des marées noires.
- coordonner les besoins civils en matière de surveillance maritime et d'information maritime.
- suivre les développements internationaux sur le terrain et participer aux efforts internationaux visant à mettre en place des contrôles aux frontières, l'application de la loi en mer, la protection de l'environnement en mer et d'autres tâches de surveillance maritime.

Les garde-côtes suédois effectuent une partie de ses surveillances par voie aérienne à partir de la base située sur l'aéroport de Skavsta, au sud-ouest de Stockholm, et en hiver par aéroglisseur sur les eaux recouvertes de glace de la baie de Botnie à partir de la station de Luleå. La Garde côtière exerce également des activités maritimes régulières sur le Vänern, le troisième plus grand lac d'Europe, opérant à partir de Vänersborg.

## Organisation

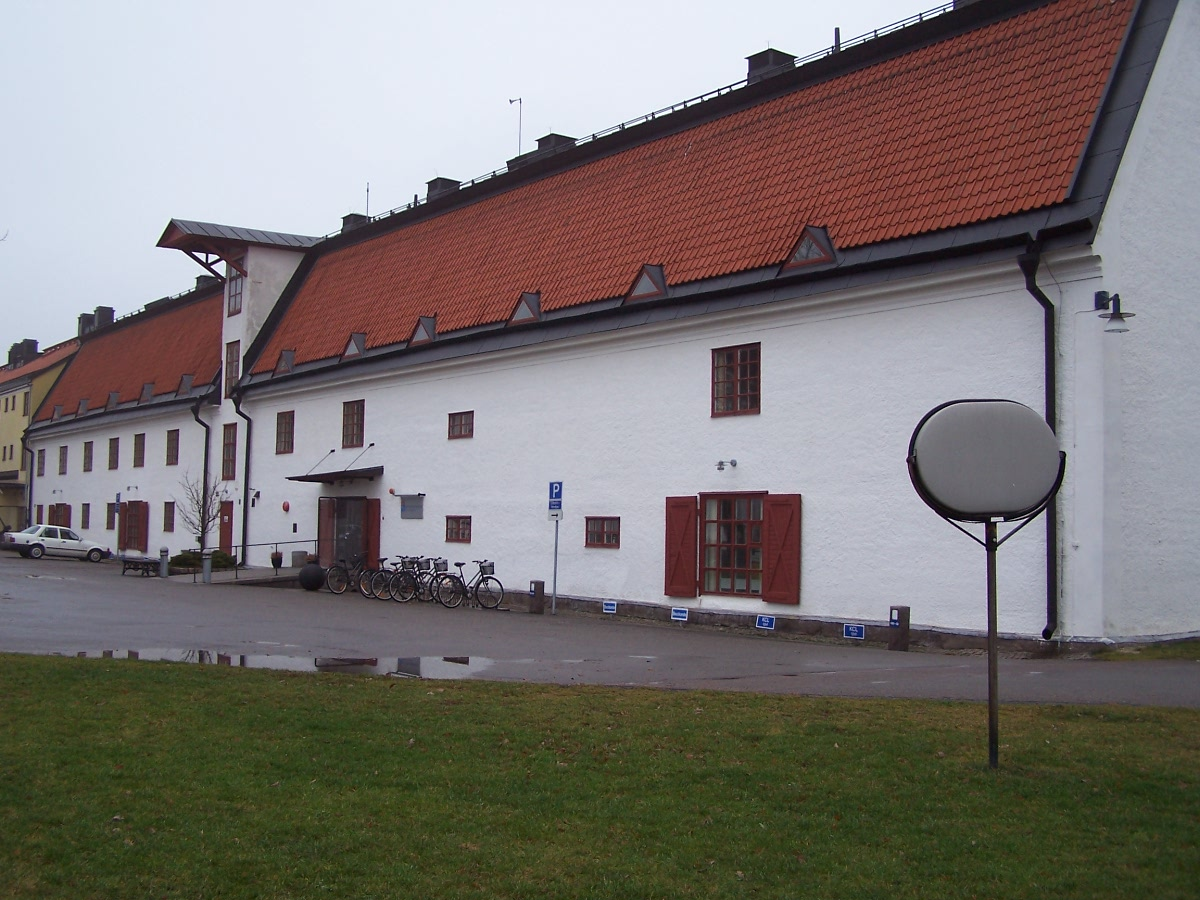
Quartier général de la Garde côtière suédoise à Karlskrona.

La Garde côtière dispose de 26 stations côtières, comprenant une station côtière d'aviation. Les stations sont réparties dans quatre zones régionales; Nord (KRN), Est (KRO), Ouest (KRV) et Sud (KRS); avec des sièges régionaux situés à Härnösand, Stockholm, Göteborg et Karlskrona. Quatre centres de gestion contrôlent les activités opérationnelles quotidiennes et au moins un agent est de service 24 heures sur 24. Le quartier général central des garde-côtes est situé dans la ville navale historique de Karlskrona.
Le nombre total d'employés de la Garde côtière à travers le pays s'élève à environ 800.
Ni les navires ni les officiers de la Garde côtière ne possèdent d’armes militaires. Au lieu de cela, chaque agent est équipé d'un Glock 17, d'une matraque, d'un aérosol gaz poivre et de menottes.

## Navires de la garde côtière

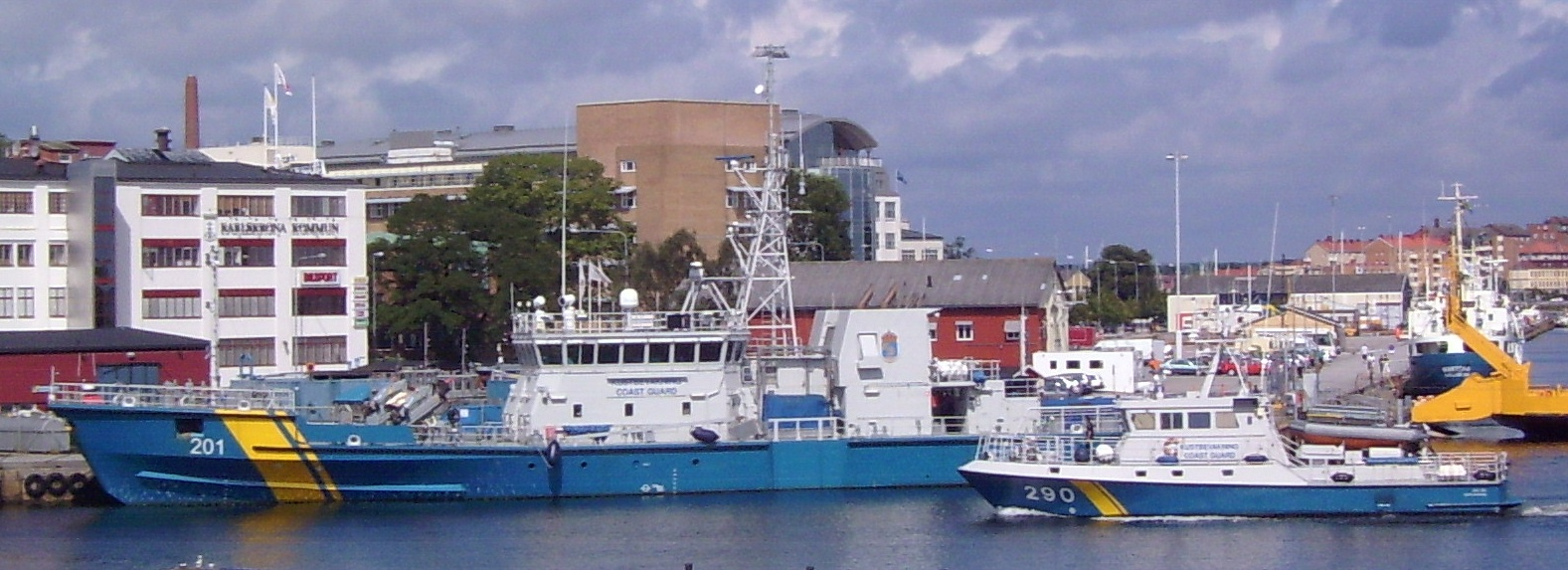
Navires des garde-côtes suédois à Karlskrona

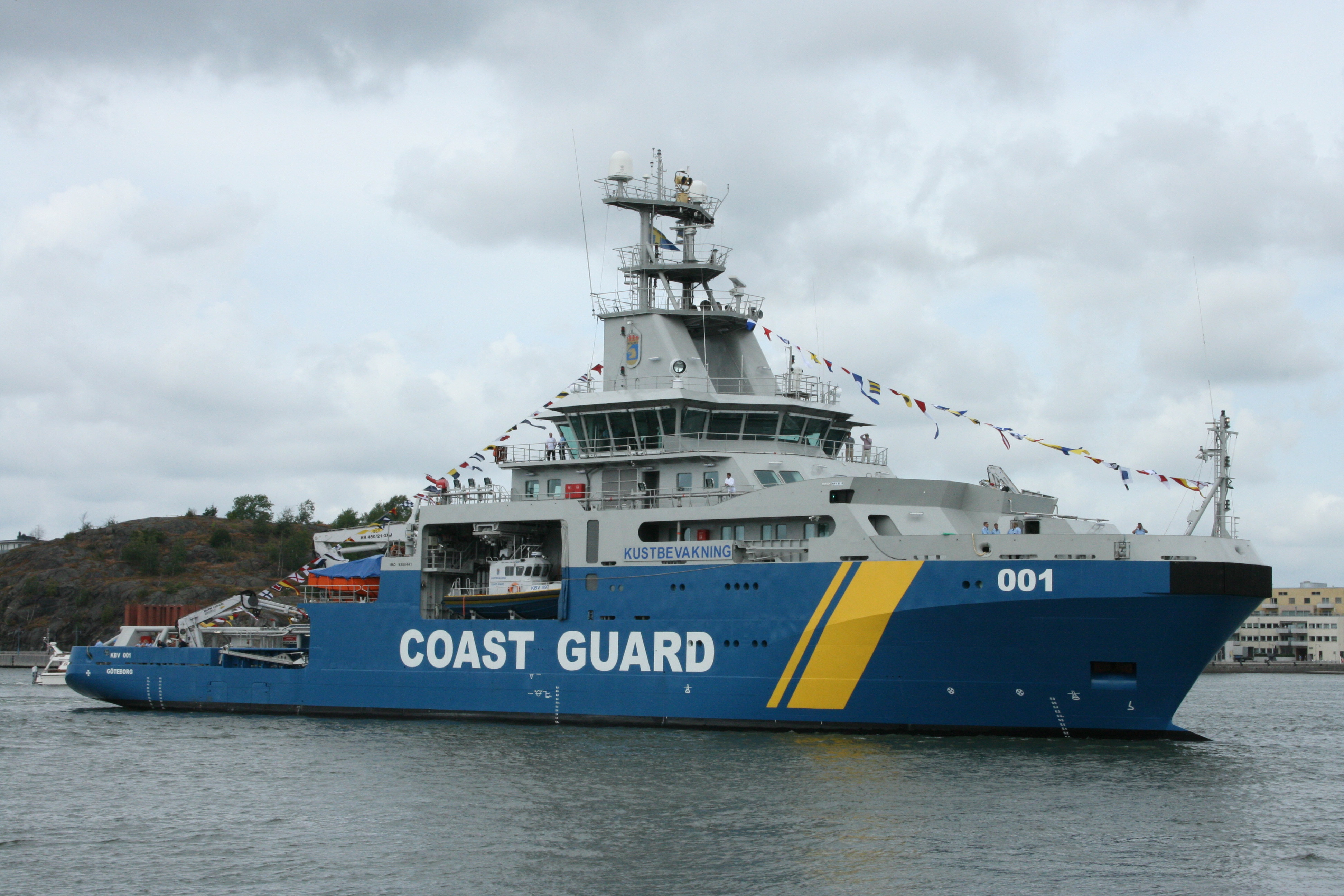
Navire polyvalent de la Garde côtière suédoise KBV001 Poseidon

### Navires de surveillance
La Garde côtière dispose actuellement de 22 embarcations de surveillance qui sont principalement utilisées pour les patrouilles. Certaines ont également une capacité de réaction en cas de déversement d'hydrocarbures.

### Navires de protection de l'environnement
La Garde côtière dispose actuellement de 12 navires de protection de l'environnement principalement utilisés pour la lutte contre les déversements d'hydrocarbures et, d'autre part, pour les patrouilles.

### Navires polyvalents
La Garde côtière compte actuellement neuf navires qui combinent les caractéristiques des navires de protection de l'environnement et des embarcations de surveillance.

### Aéroglisseur
La Garde côtière exploite cinq aéroglisseurs principalement dans le nord de la Suède, où ils peuvent facilement se déplacer sur la glace, l’eau et la terre. KBV 593 basé à Luleå, KBV 592 basé à Umeå, KBV 591 basé à Örnsköldsvik, KBV 594 basé à Vaxholm et KBV 595.

### Barges
Les garde-côtes entretiennent une grande barge, la KBV 866 à Härnösand, utilisée pour le stockage des hydrocarbures absorbés.

### Bateaux
La Garde côtière compte actuellement plus de 100 bateaux. Certains bateaux sont utilisés en complément de grands navires, tandis que d'autres fonctionnent de manière autonome. Les bateaux sont divisés en quatre groupes: Go-fast/rapide, semi-rigides, dinghy et bateaux de travail.

## Aviation de la garde côtière
La Garde côtière a remplacé ses CASA C.212 par trois nouveaux appareils Bombardier Dash 8 Q-300 portant les numéros KBV 501, 502 et 503. Le nouvel avion de surveillance maritime DASH 8 a été modifié par Field Aviation à Toronto, en Ontario, au Canada. La base d’aviation de la Garde côtière est située sur l’aéroport de Skavsta à Nyköping. Des vols de surveillance et de reconnaissance sont effectués le long de la côte suédoise, de Vänern et des lacs, toute l'année, jour et nuit. Des missions internationales régulières supplémentaires sont également effectuées au besoin.
La division exploite ses vols en VFR et applique les règles de vol VFR sur la majorité de ses vols. Certains vols cependant, opérant/effectuant des transferts internationaux ou sur de longues distances, utilisent les règles IFR.

## Incidents
- Le 26 octobre 2006, un CASA 212-200 des garde-côtes (immatriculation: SE-IVF / numéro de série: KBV 585) s’est écrasé dans le canal de Falsterbo au cours d’une mission de surveillance, tuant les quatre passagers à bord[3],[4],[5].